# Niue Airlines

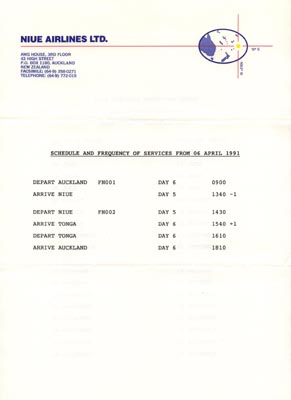
Vols à départ de Niue proposés Niue Airlines en avril 1991

Niue Airlines est une compagnie aérienne de Niue, fondée en 1990 Vet disparils ole en 1992. 

## Présentation
Une ligne entre Auckland et Niue est exploitée de manière hebdomadaire puis bimensuelle jusqu'à la fermeture en 1992. Un 737 de Air Nauru en leasing est utilisé et assure également un service de courrier. Les vols sont parfois annulés si le nombre de passagers ou le volume de fret n'est pas assez important,.  
Elle était basée à l'aéroport international de Niue.
Son code AITA était FN.
Air New Zealand a repris la ligne de Niue Airlines et l'exploite toujours aujourd'hui[réf. souhaitée].